# Călmățui, Galați
Călmățui este un sat în comuna Grivița din județul Galați, Moldova, România.

## Obiective turistice
- Biserica Sfântul Dimitrie din Călmățui - monument istoric construit în sec. al XIX-lea
- Conacul Tache Anastasiu - clădire monument istoric, construită la sfârșitul sec. al XIX-lea și aflat lângă biserică

 Acest articol despre o localitate din județul Galați este deocamdată un ciot. Puteți ajuta Wikipedia prin completarea lui.